# Adamstown (County Dublin)
Adamstown (irisch Baile Adaim) ist ein Vorort von Dublin in Irland. Er ist die zweite nach dem Zweiten Weltkrieg angelegte Planstadt Irlands (erste: Shannon), gilt als New Town und hat ca. 9500 Einwohner (Stand 2022).

## Lage
Der Ort liegt etwa 17 Kilometer westlich vom Stadtzentrum Dublins (im County South Dublin) zwischen der N4 und der Bahnstrecke Dublin−Cork, an der auch ein Bahnhof besteht. Im Norden befindet sich der Pendlerort Lucan. Weiter südlich befindet sich der Grand Canal. Im Nordwesten von Adamstown liegt das Flugfeld von Weston. Durch den Ort führt die R120 von Lucan nach Newcastle. Im Osten begrenzt die R136 das Plangebiet.

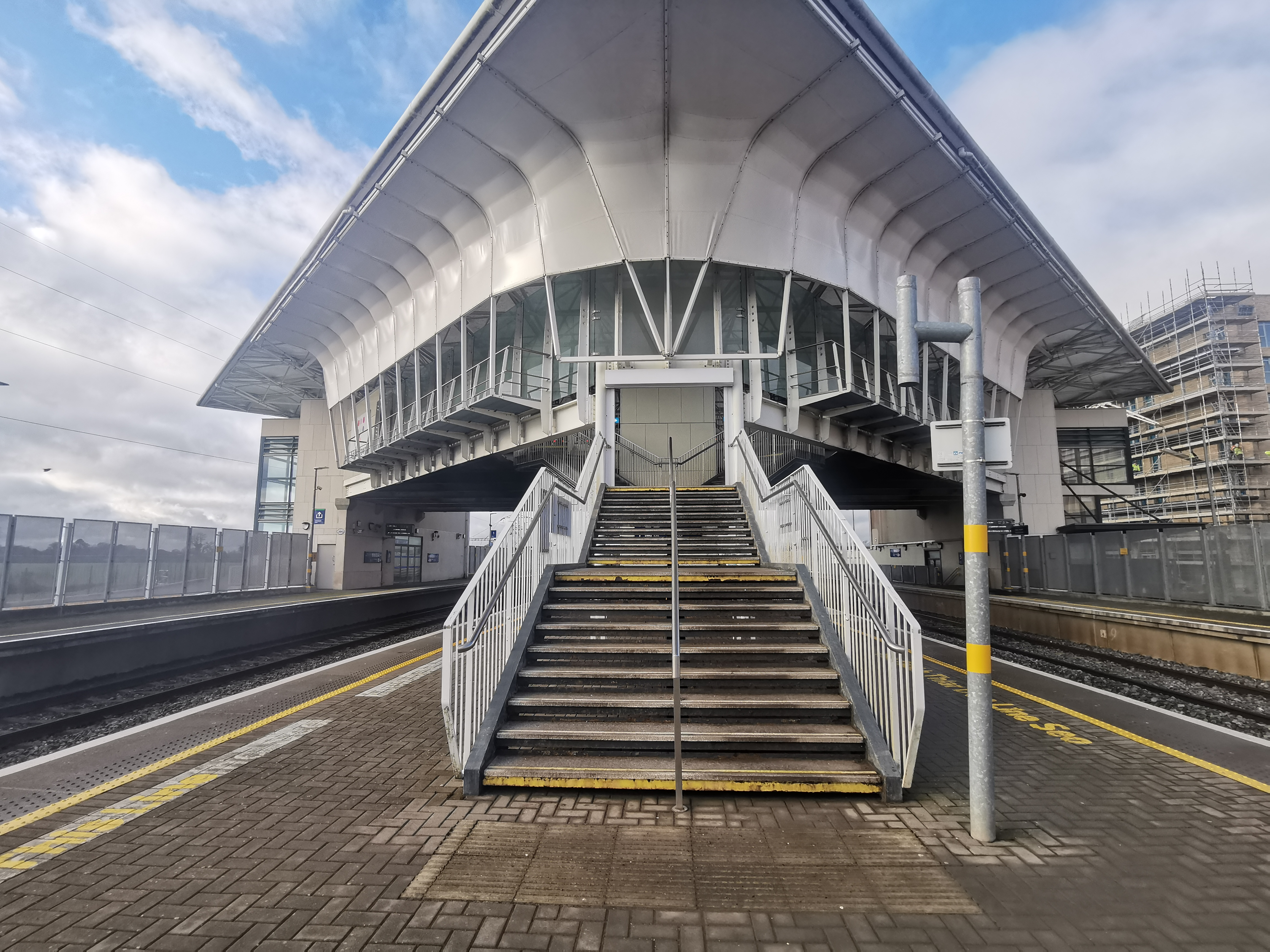
Übergang auf die Bahnsteige des Bahnhofs Adamstown

## Entwicklung
1998 wurde der Entwicklungsplan des South Dublin County Council aufgestellt. Dabei wurde großer Wert auf die Anlage von Mehrfamilienhäusern (nicht mehr als viergeschossige Wohngebäude), gut erreichbare Einkaufs-, Sport- und Freizeitmöglichkeiten sowie auf ein autoarmes Verkehrskonzept gelegt. 2003 wurde der erste Grundstein durch den Taoiseach Bertie Ahern gelegt. 2007 wurde die Bahnstation eingerichtet. Die Stadt soll für ca. 25.000 Einwohner vorgesehen sein.